# Barrage du Saut
Le barrage du Saut (2 280 m) est situé en Tarentaise dans la haute vallée de l'Isère, à proximité du hameau du Saut sur le territoire de la commune de Tignes.
Situé entre le barrage du Chevril et celui de la Sassière, il appartient à l'un des plus importants ensembles hydroélectriques français (voir Aménagement hydroélectrique en Tarentaise).

## Histoire
Les travaux ont commencé en juin 1966. La première mise en eau s'est effectuée du 11 au 13 octobre 1967. 
Le groupe électrique a été couplé au réseau le 17 novembre 1967.

## Caractéristiques
L'usine électrique du barrage est souterraine. Elle se trouve un peu plus bas en direction de Tignes, à une altitude de 2 217 m, ce qui en fait la centrale électrique la plus haute d'Europe. 
En sortie de la centrale, les eaux du Saut rejoignent celles des torrents du Cruet et du Clou, et sont ensuite turbinées à l'usine du Chevril, après une chute de 416 mètres.
Le barrage (ainsi qu'un parking utilisé par les randonneurs) se trouve à l'entrée du vallon de la Grande Sassière, classé en réserve naturelle (réserve naturelle nationale de la Grande Sassière).
Le hameau du Saut (commune de Tignes), composé de 5  à   7 maisons, n'est aujourd'hui plus habité.